# Pujalt
Pujalt – gmina w Hiszpanii, w prowincji Barcelona, w Katalonii, w gminie Anola o powierzchni 31,53 km². W 2018 roku gmina liczyła 207 mieszkańców.

## Podział administracyjny
W gminie Pujalt znajdują się następujące wsie:
- Pujalt – 94 mieszk.
- Conill – 45 mieszk.
- L'Astor – 33 mieszk.
- La Guàrdia Pilosa – 14 mieszk.
- Vilamajor – 12 mieszk.

## Zabytki
- kościół San Andrés de Pujalt jest wzmiankowany od XI wieku. Jest to budynek w stylu późnoromańskim, który przy różnych okazjach był modyfikowany i odnawiany. Zniknęła absyda, dobudowano dzwonnicę i boczne kaplice.
- przy wjeździe do Pujalt znajduje się kaplica Poczęcia, zbudowana w 1399. Ma jedną nawę nakrytą ostrołukowym sklepieniem. Wewnątrz znajduje się XIV-wieczna polichromia przedstawiająca Matkę Boską z Dzieciątkiem.
- na obrzeżach l'Astor znajduje się kaplica Santa Magdalena (Świętej Magdaleny). Jest to budowla romańska przebudowana w 1520 z dzwonnicą.
- romańska kaplica św. Joanny w Vilamajor została zbudowana w XII wieku. Na drzwiach można zobaczyć wizerunek postaci, która może odpowiadać św. Jerzemu lub św. Michałowi. Kaplica jednak utraciła część sklepienia.
- ruiny zamku. Zamek Pujalt był częścią posiadłości hrabstwa Cerdaña, a jego panami byli rodzina Cervera. W 1251 roku terytorium przeszło w ręce króla Jaime I z Aragonii. W 1375 roku zamek przeszedł na własność rodziny Cardona. Do dziś pozostała jedna ściana zamku, porośnięta winoroślami.